# Laevilitorina kingensis
Laevilitorina kingensis is een slakkensoort uit de familie van de Littorinidae. De wetenschappelijke naam van de soort is voor het eerst geldig gepubliceerd in 1924 door May.